# Śmierć cesarskiego księcia
Śmierć cesarskiego księcia (fr. La mort du Prince impérial) – obraz olejny namalowany przez francuskiego malarza Paula Jamina w 1882, znajdujący się w zbiorach Muzeum II Cesarstwa w Compiègne.
Napoleon Eugeniusz Bonaparte (syn cesarza Francuzów Napoleona III) w 1879 uzyskał zezwolenie na przyłączenie się do armii brytyjskiej jako obserwator i udał się do Afryki Południowej, gdzie Brytyjczycy toczyli wojnę z plemieniem Zulusów. 1 czerwca udał się z małym oddziałem Anglików na zwiady w stronę rzeki iTyotosi, gdzie zostali napadnięci przez Zulusów. Przerażeni Brytyjczycy uciekli, zostawiając 23-letniego księcia samego w obliczu około 40 Zulusów, z których 10 uzbrojonych we włócznie i tarcze Nguni zaatakowało Napoleona Eugeniusza.

## Opis obrazu
Paul Jamin namalował bardzo realistyczny obraz. Cesarski książę broni się odważnie. Stracił swoją szablę i wycelował rewolwer trzymany w lewej dłoni w kierunku czterech rosłych Zulusów. Strzelił trzy razy, ale ostatecznie upadł, przeszyty siedemnastoma dźgnięciami włóczni – wszystkie otrzymane z przodu. Zulusi zdjęli z martwego księcia ubranie, pozostawiając mu tylko złoty medalion na szyi, zawierający portret matki cesarzowej Eugenii.
W oddali widać Anglików, którzy uciekają, i galopującego konia, na którego próbował wsiąść Napoleon Eugeniusz.